# ベトナム共和国軍
ベトナム共和国軍（ベトナムきょうわこくぐん、ベトナム語：Quân lực Việt Nam Cộng hòa / 軍力越南共和 – QLVNCH, 英語：Republic of Vietnam Military Forces – RVNMF）は、かつて存在したベトナム共和国（南ベトナム）の正規軍である。単に南ベトナム軍や南ベトナム政府軍とも呼ばれる。陸軍が主体であった為、陸軍の略称ARVN(Army of the Republic of Viet Nam)を用いて共和国軍全体を指す事もある。

## 概要
母体となったのは仏領インドシナにおける植民地軍補助部隊(Supplétifs)で、この部隊はベトナム国の成立と共にベトナム国軍(ベトナム語：Quân Đội Quốc Gia Việt Nam – QĐQGVN)に再編された。1950年代半ばには国民軍の一部として航空隊と海軍が編成されている。1955年10月26日にゴ・ディン・ジエム大統領の下でベトナム共和国が成立すると、国民軍も正式な国軍として改組される。こうして1955年12月30日にはベトナム共和国軍が正式に設立された。ベトナム戦争ではアメリカ軍と共にベトナム民主共和国(北ベトナム)のベトナム人民軍や南ベトナム解放民族戦線(ベトコン)を相手に戦い、人数で見れば米、中、ソに次ぐ当時世界第四位の軍隊にまで成長したが、敗戦によってベトナム共和国が崩壊すると共に解体された。

## 軍種
- ベトナム共和国陸軍
- ベトナム共和国海軍
- ベトナム共和国空軍

## 任務
共和国軍の使命は次のように定められていた
- ベトナム人による自由な国家である共和国の主権をあらゆるものから防衛する。
- 国内保安を提供し、国内の政治的・社会的秩序及び法の支配を行き届かせる。
- 国内外のいかなる脅威からも共和国の独立を防衛する。
- ベトナムの再統一を支援する。

## 徴兵
- 1965年時点では、20歳の成年男子を対象とする徴兵制が採られていた。しかしながら20年にわたる戦争のため、多くのベトナムの若者は軍務への熱意を失い徴兵忌避が相次いだため、警察が取り締まる状況にあった。ただし対抗するベトコン側も徴兵忌避の状況は同様であった[1]。